# サバナ・グランデ駅

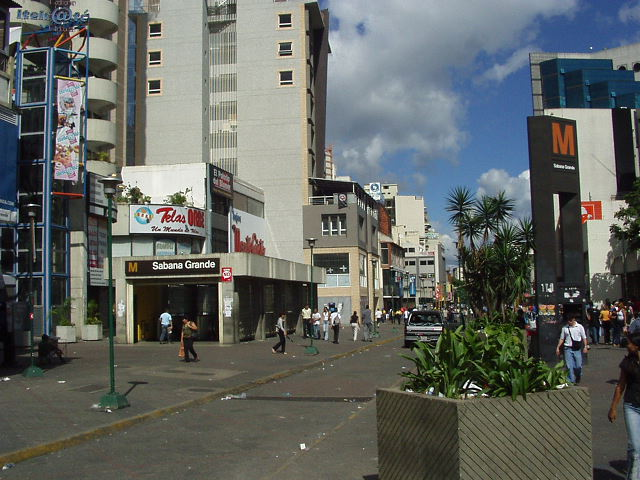
日曜日のサバナ・グランデ歩道と駅出口（2004年8月）

サバナ・グランデ駅（サバナグランデえき、Estación Sabana Grande）はベネズエラのカラカスにあるカラカス地下鉄1号線の地下鉄駅である。首都地区リベルタドル市エルレクレオ区に位置する。1983年3月27日開業。

## 駅の構造
ホームは相対式2面2線で、地下2階がホーム、地下1階が改札と切符売り場である。駅はサバナ・グランデ歩道の下にあり、出口はこの道路の中に複数ある。

## 駅の周辺
「サバナグランデ歩道」は、広い路幅の大部分を歩道にあて、車道を1車線に限り、両側に商店が並ぶ。2004年現在、平日の日中にはその歩道に露天商がひしめくように並ぶ。カティア（スクレ区）のアトランティコ通りと並んで露天商が優勢な歩道である。土日には空く。

## 隣の駅
- プラサ・ベネスエラ駅 - サバナ・グランデ駅 - チャカイート駅